# Sköndal
Sköndal är en stadsdel i Söderort inom Stockholms kommun och ligger inom Farsta stadsdelsområde. Stadsdelen bildades 1932 och gränsar till Farsta, Hökarängen, Gubbängen, Skarpnäcks Gård, Orhem och Larsboda. Ytan uppgår till 270 hektar land och 37 hektar vatten.

## Historik

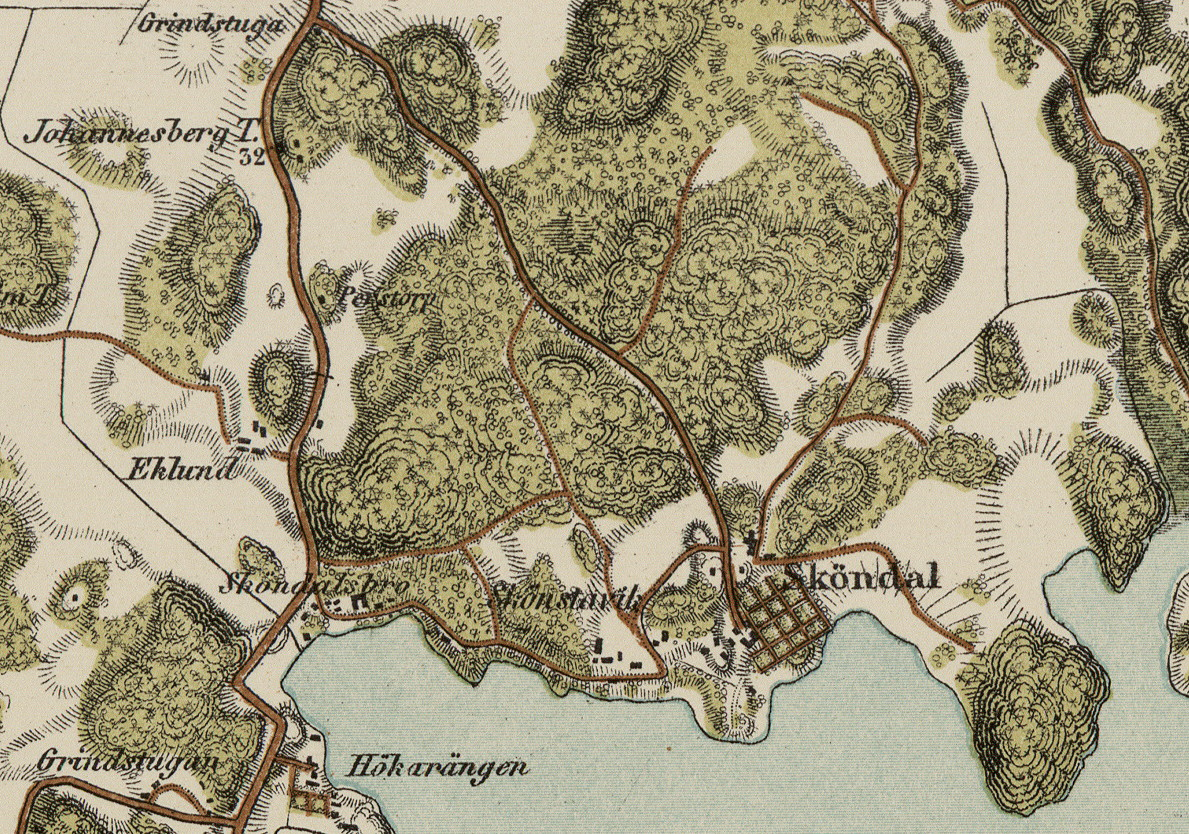
Gårdarna Stora Sköndal, Skönstavik, Sköndalsbro och Eklund på Topografiska corpsens karta från 1860-talet.

I trakten finns gravfält som troligen härrör från före vikingatiden. På 1500-talet låg här gården Sjunda, eller Siondæ som det
skrevs i det äldsta belägget från 1397 och som var en förvrängning av Sjöända. Under drottning Kristina ändrades namnet till Sköndal och gården var ett av hennes jaktslott.
Området bestod tidigare av tre gårdar, Stora Sköndal, Skönstavik och Sköndalsbro; alla finns ännu kvar vid Drevvikens strand. Stora Sköndals gård härrör från 1680-talet. Skönstavik och Sköndalsbro är nu privatbostäder medan Stora Sköndal som inköptes 1904 av Svenska Diakonsällskapet alltsedan dess har utbildat diakoner samt vårdat sjuka. Inom sällskapets område finns nu sjukhem, vårdpaviljonger och personalbostäder. Området ritades av flera välkända arkitekter, exempelvis Stora Sköndals kyrka som ritades av Hakon Ahlberg och invigdes 1929.
Området väster om Perstorpsvägen hörde fram till förra sekelskiftet till Farsta gård då dess ägor köptes av två kända grosshandlare och affärsmän, Fredric Althainz och Carl Bengtsson som planerade den exklusiva förstaden Södertörns villastad. Försäljningen gick dock trögt och endast ett fåtal byggnader uppfördes vid Fagersjö och Farsta strand. Marken såldes 1912 vidare till Stockholms stad och kom att bli den första i stadsdelen som planreglerades 1947. Här låg Eklunds gård vars arrendatorer brukade marken ännu efter att Stockholm blev markägare. Gårdens mark bebyggdes sedermera med småhus och gårdens byggnader revs i omgångar. 
Perstorpsvägen utgör en del av Dalarövägen, den gamla färdvägen mellan Stockholm och Dalarö. En kvarvarande fjärdings milsten står i korsningen Perstorps/Tårtvägen.

## Bebyggelsen

### Sköndal

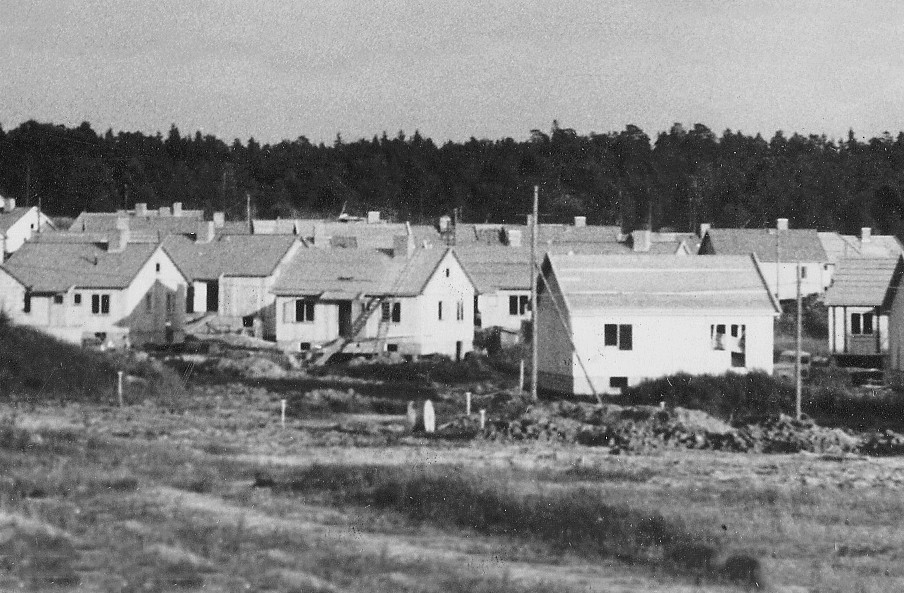
Småstugor i Sköndal byggs, 1949.

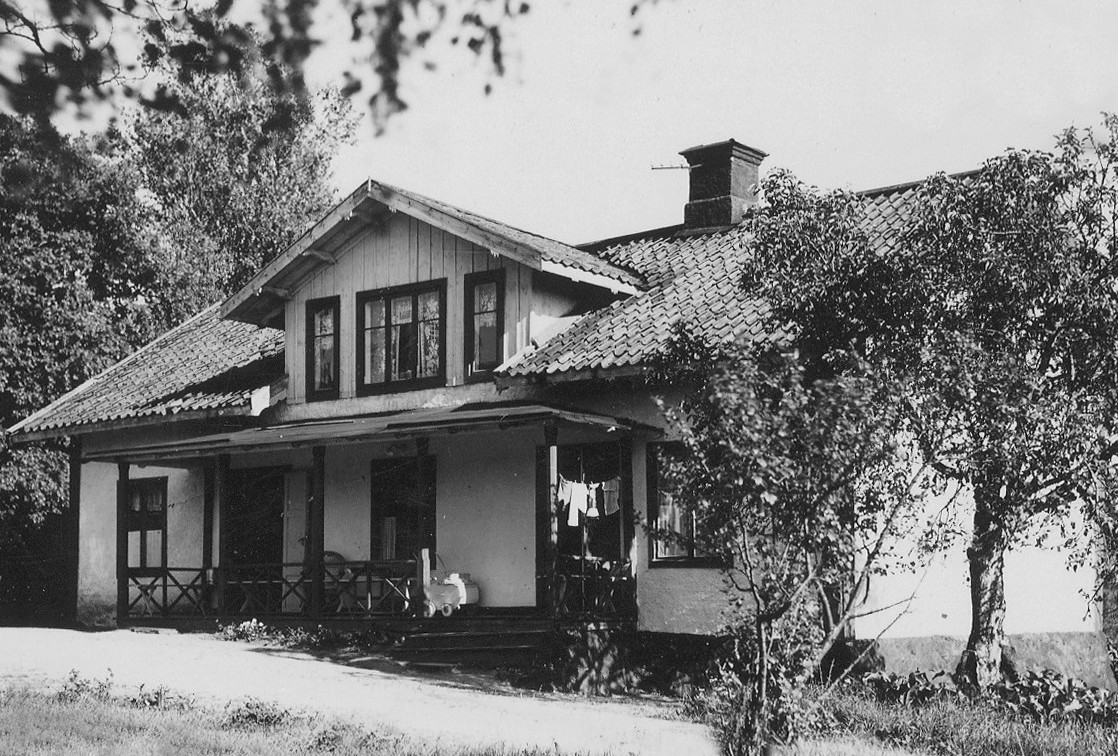
Eklunds gård (riven 1959).

Den första stadsplanen fastställdes 1947 och omfattade då det småstugeområde med omkring 160 hus för självbyggeri som finns i stadsdelens västra del som gränsar till Nynäsvägen. Genom Stockholms stads småstugebyrå tillhandahöll staden typritningar för tre varianter av stugor. Ett femtiotal tomter skulle reserveras "för familjer med en långvarigt tuberkulossjuk medlem". För stadsplanen ansvarade Sven Markelius och Carl-Fredrik Ahlberg. Av stadsplanen framgår även att Eklunds gård från 1700-talet skulle bevaras som bostadshus och bilda fond mot Pirogvägen, men den revs 1959 eller 1960.
Området mellan Perstorpsvägen och Sköndalsvägen ägdes 1948 av Olsson & Rosenlunds AB som ville bygga radhus och kedjehus och lämnade ett stadsplaneförslag upprättad av arkitekttrion Ancker-Gate-Lindgren (Stig Ancker, Bengt Gate och Sten Lindegren). På grund av dåliga markförhållanden fördröjdes och bantades projektet och först en bit in på 1950-talet uppfördes radhus och flerfamiljshus, ritade av Ancker-Gate-Lindgren. 
År 1953 byggdes Sköndalsskolan efter ritningar av arkitekt Cyrillus Johansson. Det är en låg- och mellanstadieskola i hörnet Perstorpsvägen–Bagarfruvägen med fasader av rött tegel och fasadutsmyckningar av konstnären Allan Wallberg. Enligt Riksantikvarieämbetet utgör skolan inte minst på grund av sin fasadrelief "Noas ark" en särskilt värdefull byggnad från historisk, kulturhistorisk, miljömässig eller konstnärlig synpunkt.
Nästa utbyggnadsfas kom 1960 med radhus mot Stora Sköndal och hyreshus strax norr om Sköndalsvägen. Stadsplanen hade utarbetades av Axel Kandell och Stockholms stadsbyggnadskontor. Kandell svarade även för byggnadsritningar; bland annat är terrasshusbebyggelsen i hörnet Sköndalsvägen och Dalbobranten hans verk. De är numera blåmärkta av Stockholms stadsmuseum vilket innebär kulturhistoriska värde som motsvarar fordringarna för byggnadsminnen i kulturmiljölagen. Några år därefter uppfördes 26 terrasserade radhus vid Drevviken, arkitekt var Immanuel Häusler. Sköndals centrum byggdes 1969 efter ritningar av Erik Thelaus och Hjalmar Klemming, sedan var stadsdelen söder om Tyresövägen i huvudsak färdigbyggd. Därefter har den största nybebyggelsen skett inne på Svenska Diakonisällskapets (Stora Sköndal) område. 
På Sköndalsskolans tomt uppfördes 2004 Sköndalshallen. Den kommunala idrottshallen har måtten 20×40 meter. I början av 2000-talet genomfördes bostadsförtätning längs Sköndalsvägens norra del (inflyttningsklart 2012) och längs Tyresövägen (Sandåkravägen) byggs för närvarande (2012) ett 40-tal hyresradhus.

### Bilder, historiska byggnader

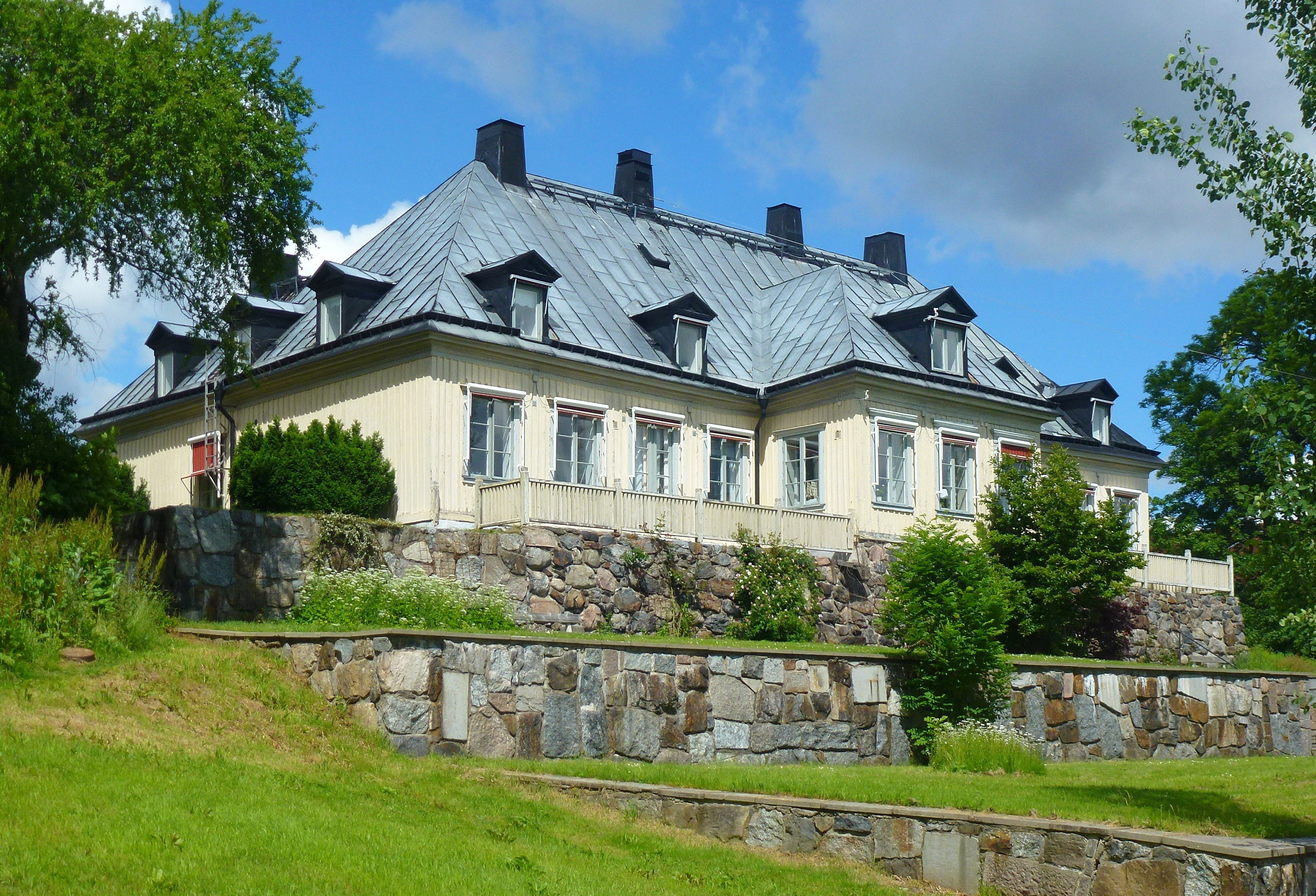
Stora Sköndal huvudbyggnad
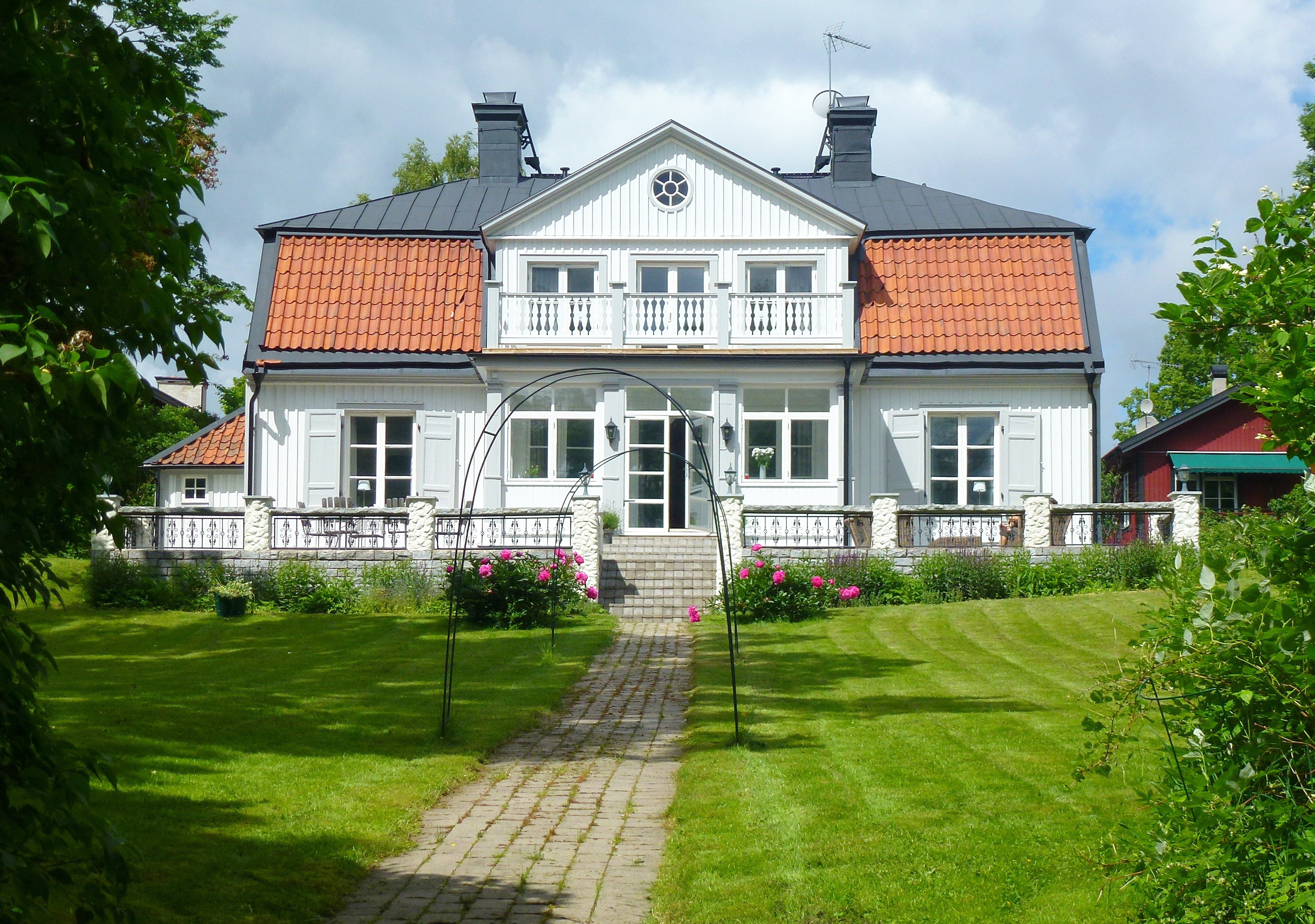
Skönstavik huvudbyggnad
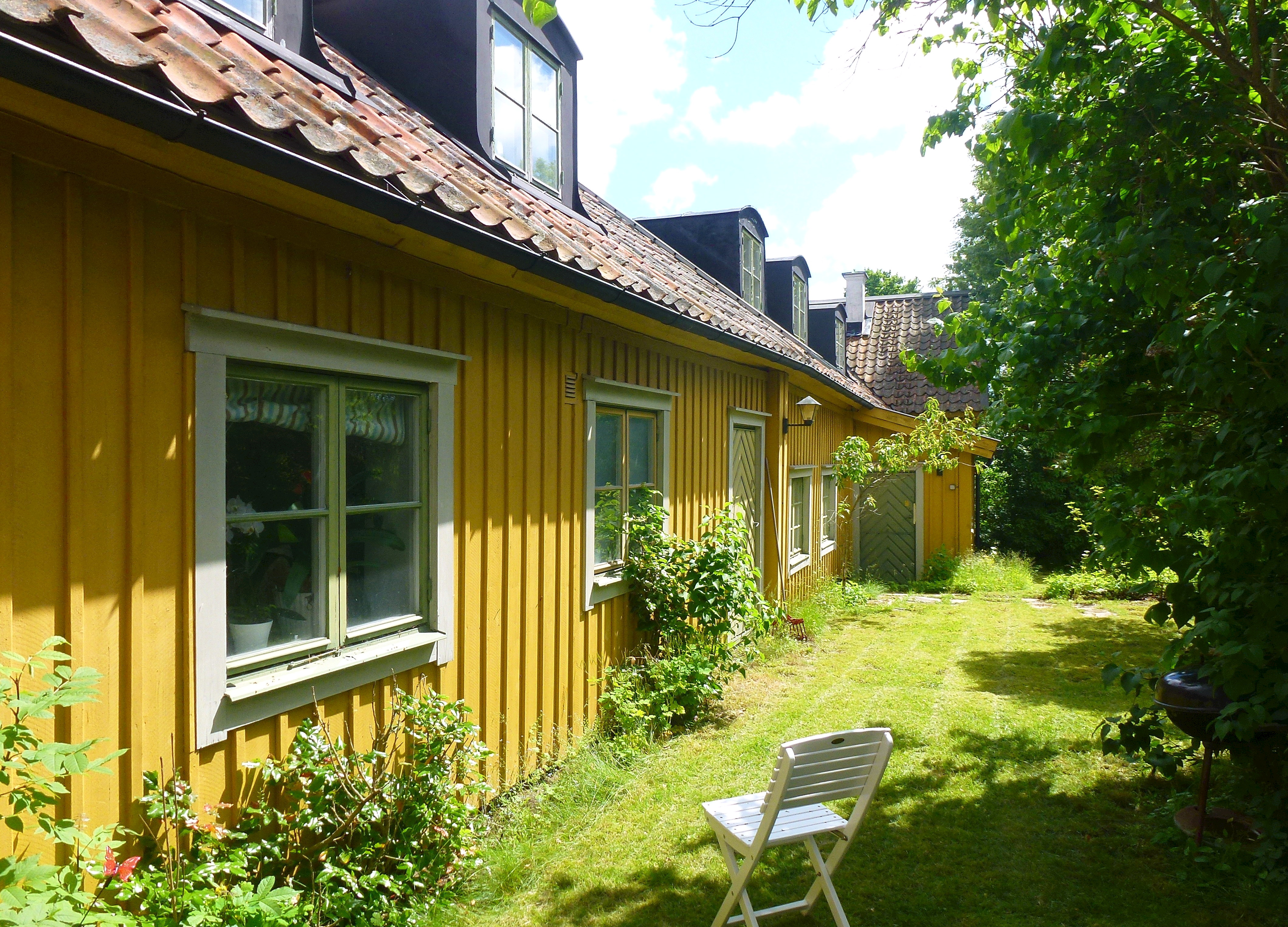
Sköndalsbro "Gula längan"
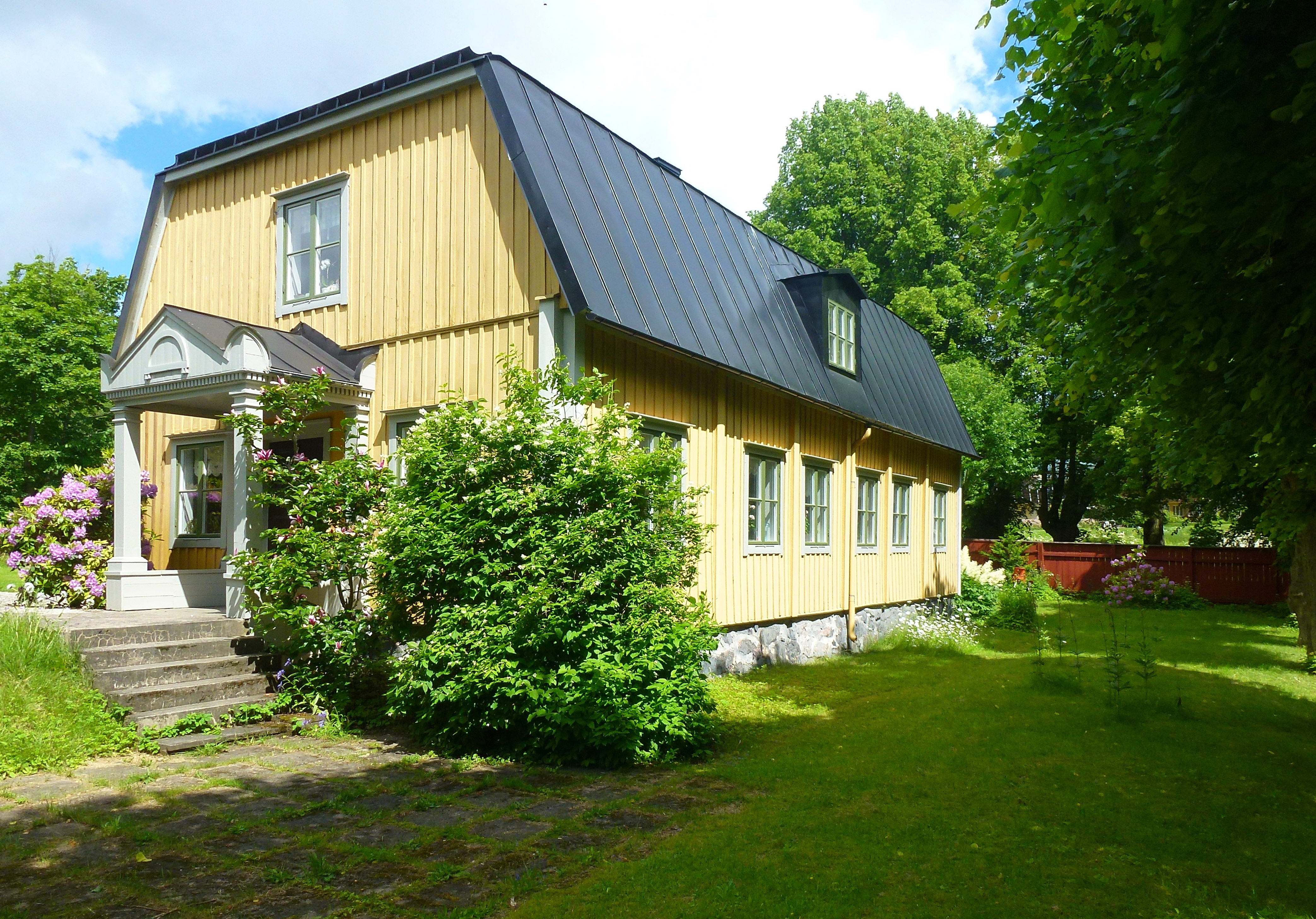
Sköndalsbro "Sjövillan"

### Norra Sköndal
Sköndal växte även norrut på norra sidan av Tyresövägen och gränsande mot Skarpnäcks koloniområde. Stadsplanen vann laga kraft i januari 1968 och föreskrev bebyggelse av radhus och kedjehus med garagelängor mellan husen. I stadsplanebestämmelserna angavs dessutom att antal bilplatser skulle vara 2,2 per enfamiljshus. Området har gatu- och kvartersnamn efter hundar, exempelvis Vinthundsvägen, Terriergränd och Gråhundsvägen respektive kvarteret Kungspudeln, Bulldoggen och Lapphunden. Väster om området i kvarteret Doggen ligger en av Sköndals större kontorshusfastigheter som byggdes i etapper mellan 1970 och 1984 efter ritningar av arkitekt Yngve Fredriksén på FJ-Konsult. Norr om kvarteret Doggen, på gränsen till Gubbängen ansluter kvarteret Förbrännaren, som är Norra Sköndals industriområde, även kallat Gubbängens företagsområde, vilket exploaterades under 1980-talet.

### Bilder, offentliga byggnader

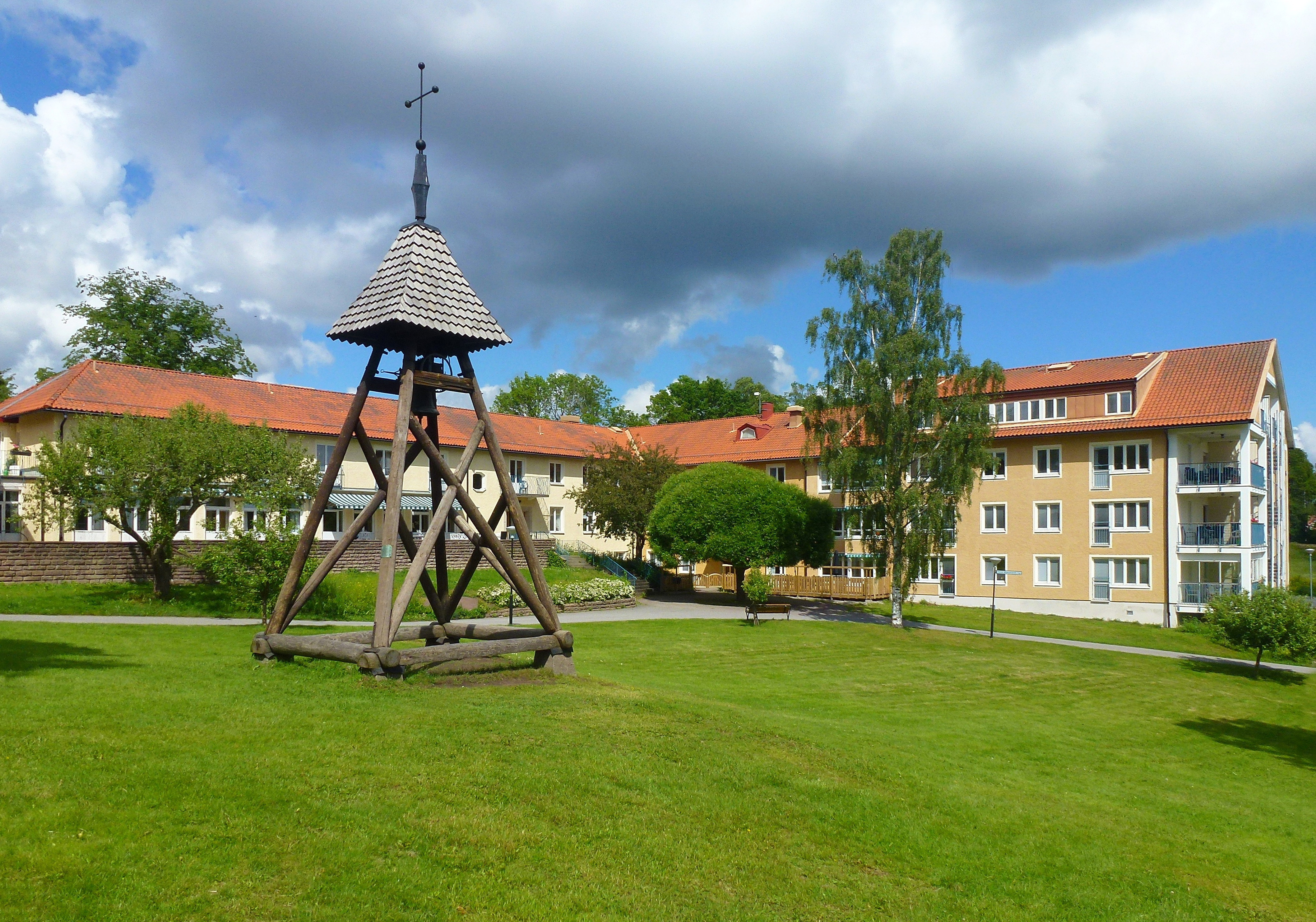
Stora Sköndal, annex från 1950-talet
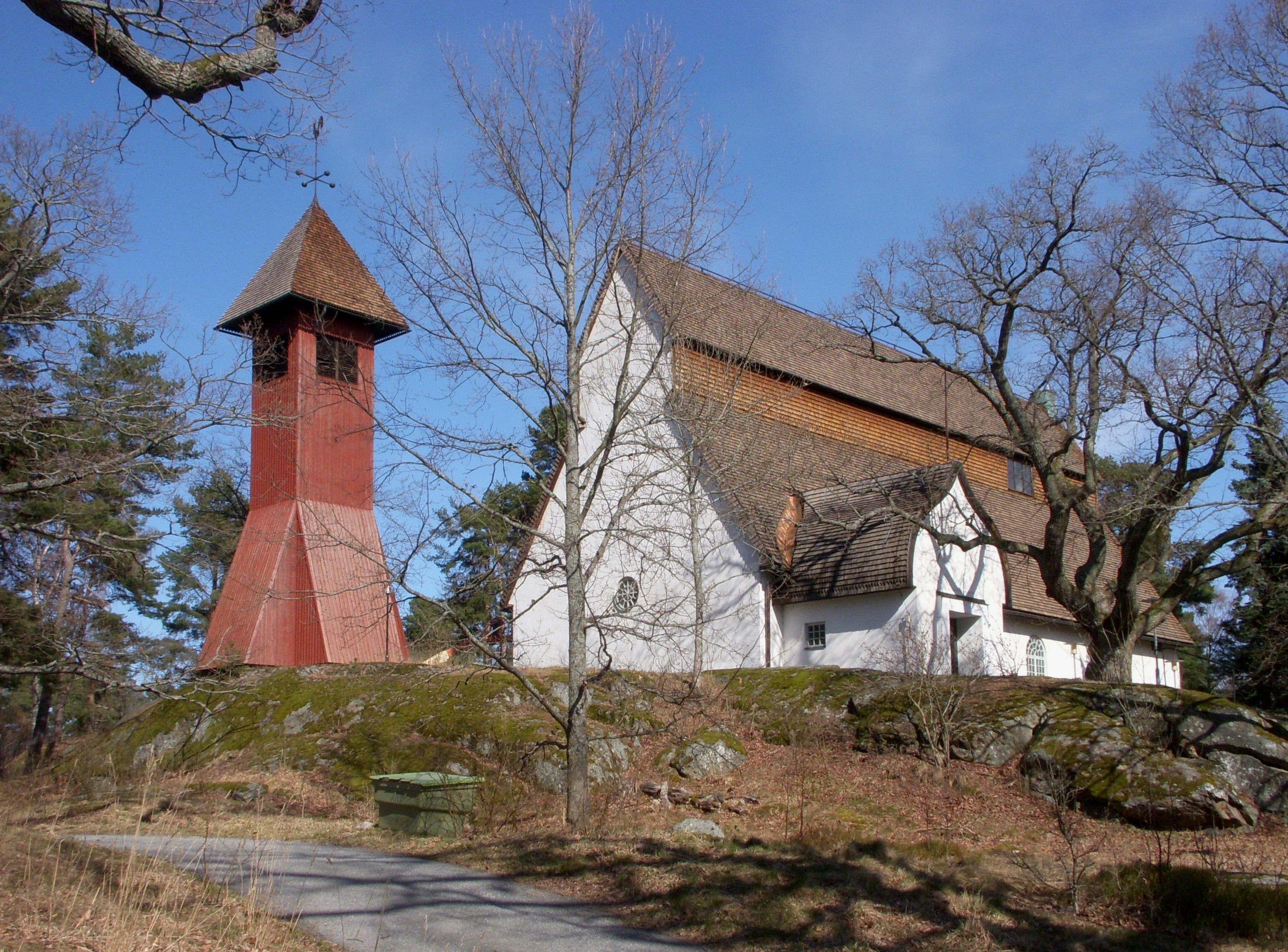
Stora Sköndals kyrka
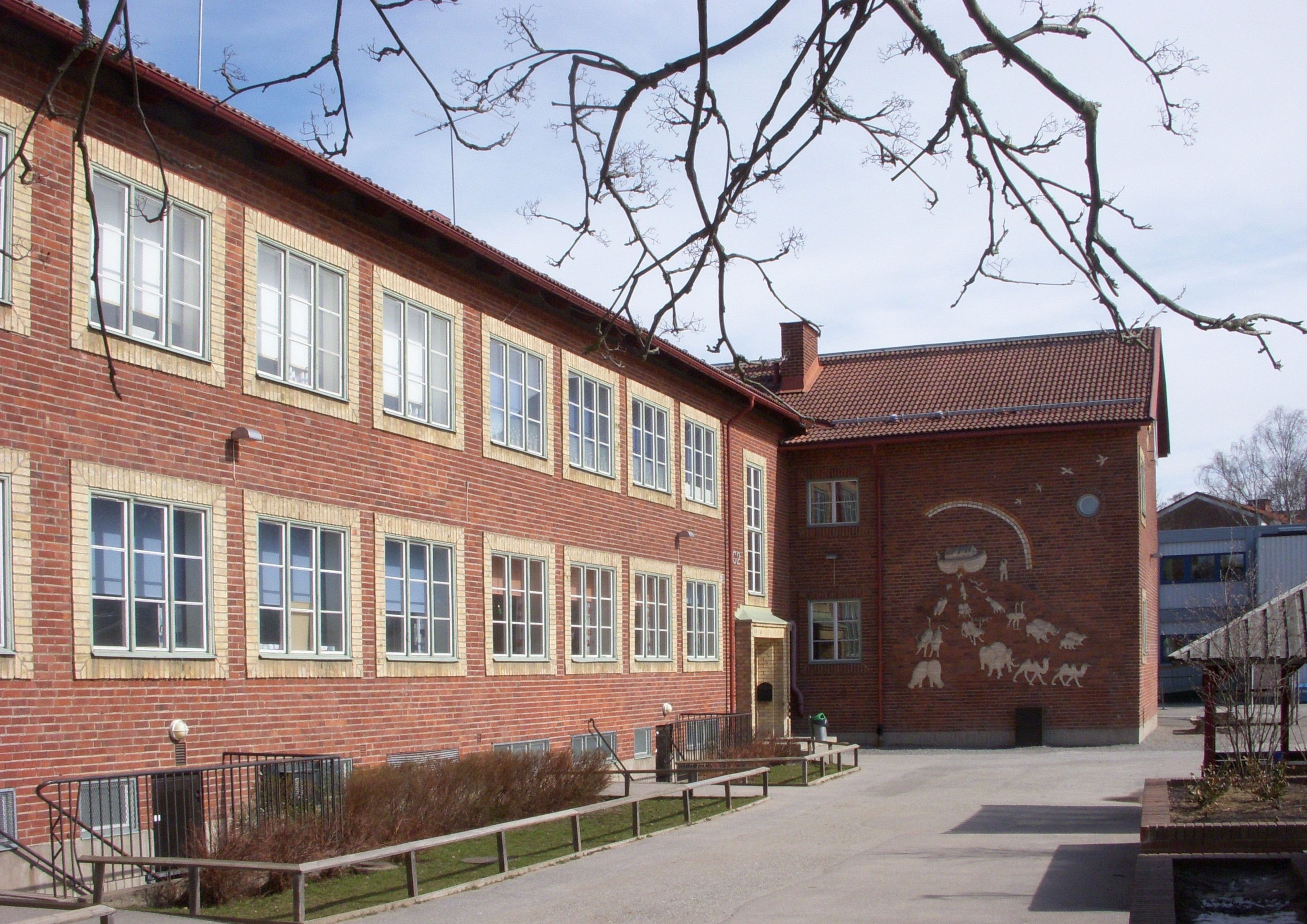
Sköndalsskolan
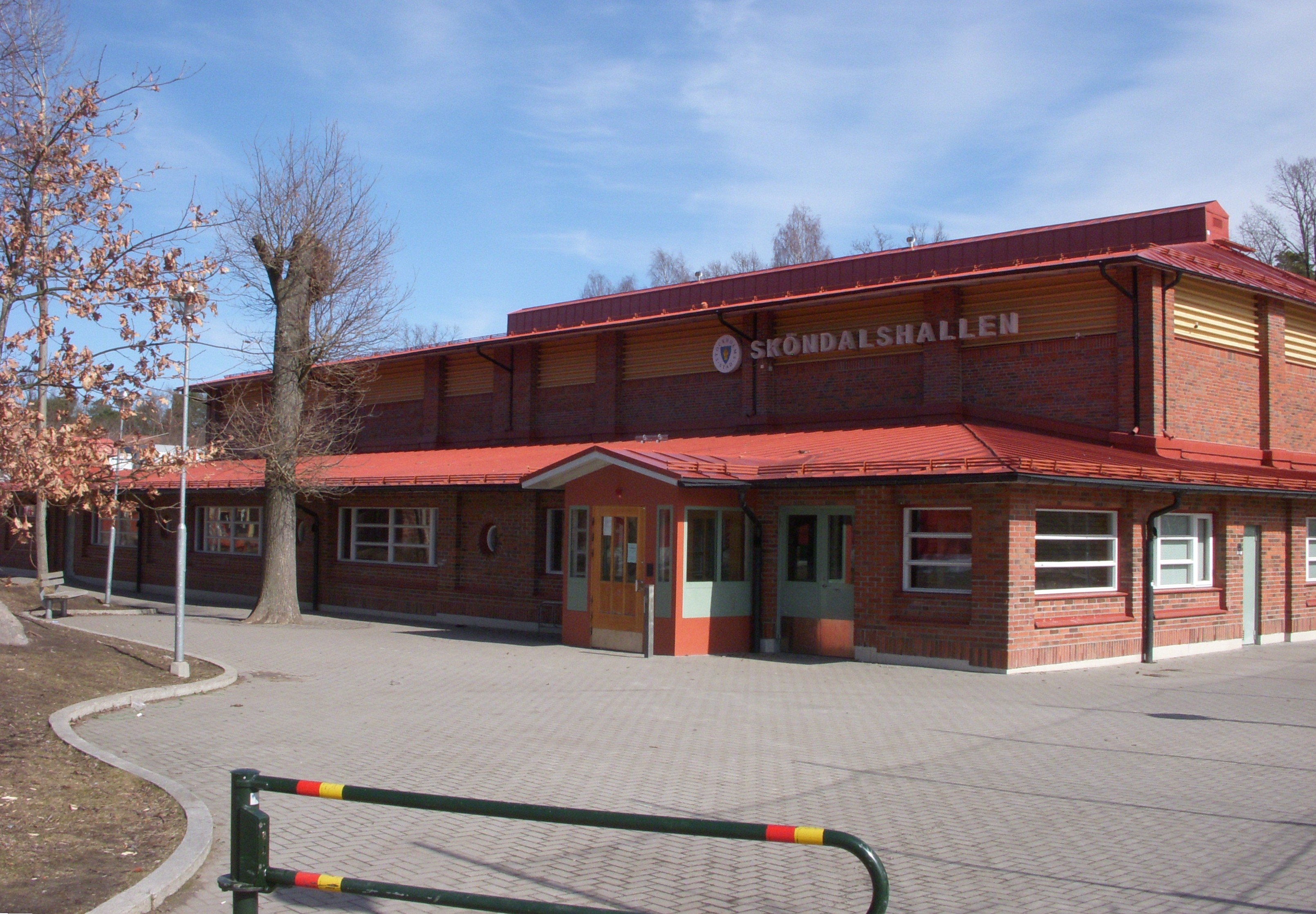
Sköndalshallen

### Bilder, övrig bebyggelse

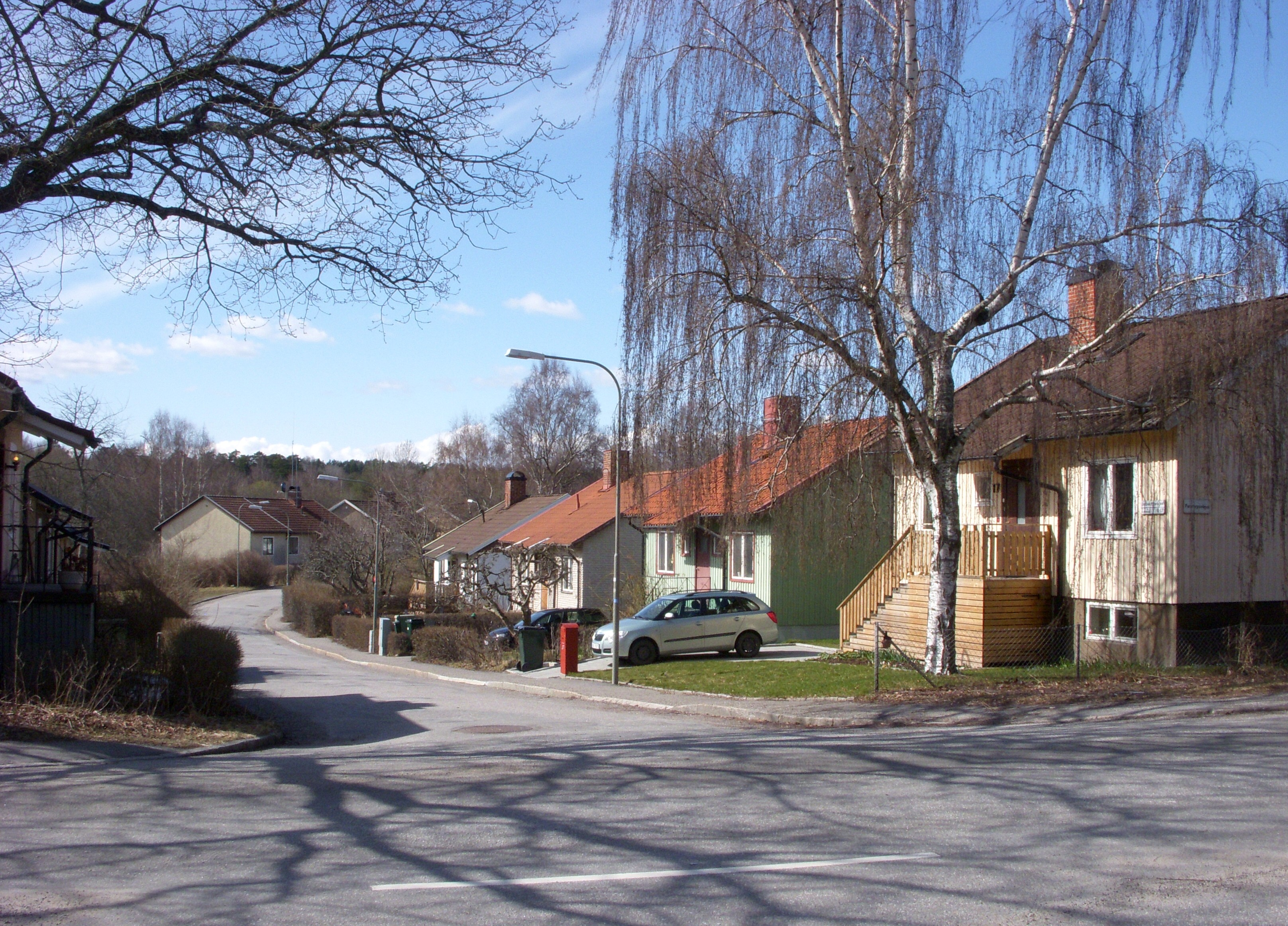
1950-talets småhus
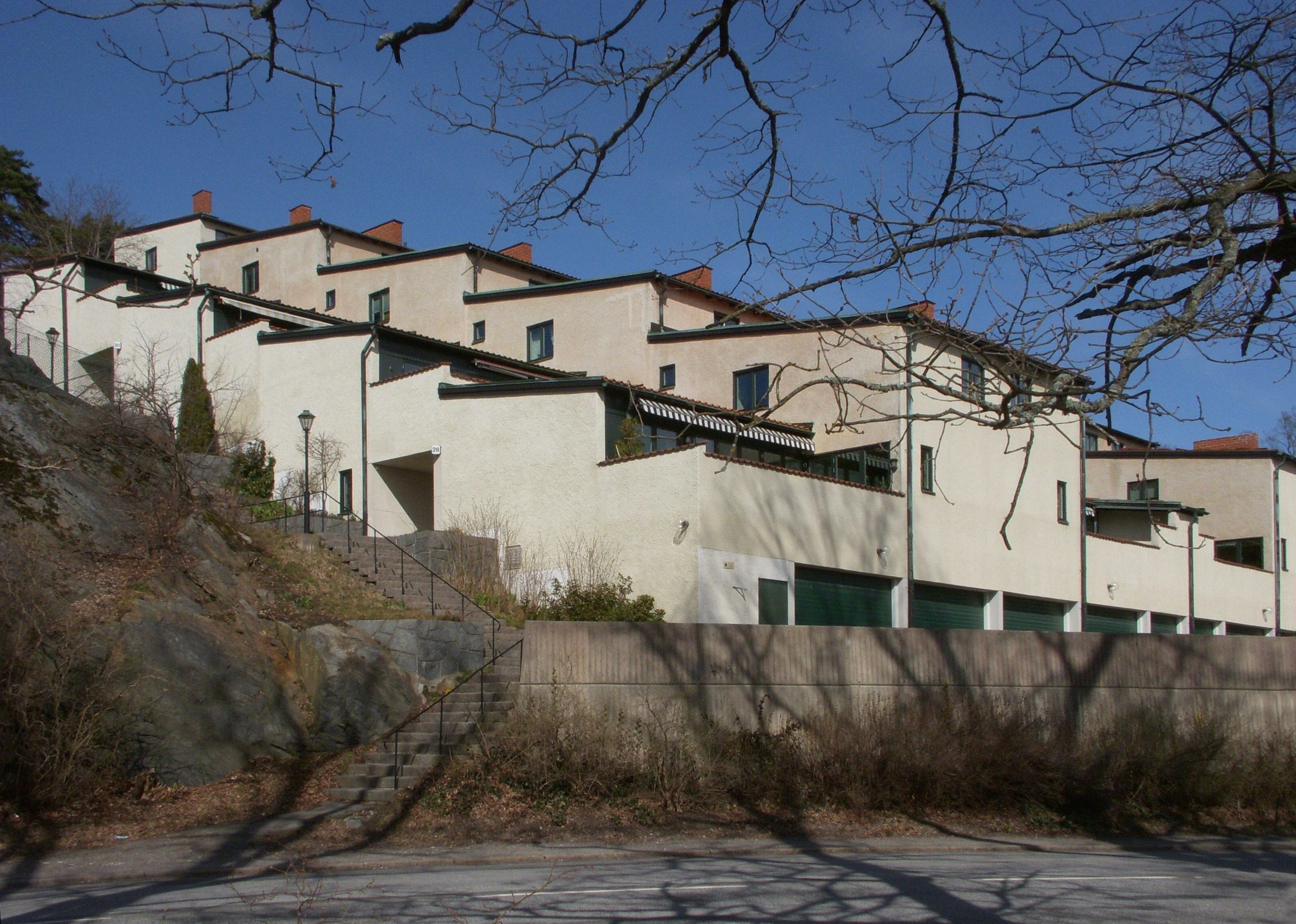
Terrasshuset, Sköndal, arkitekt Axel Kandell
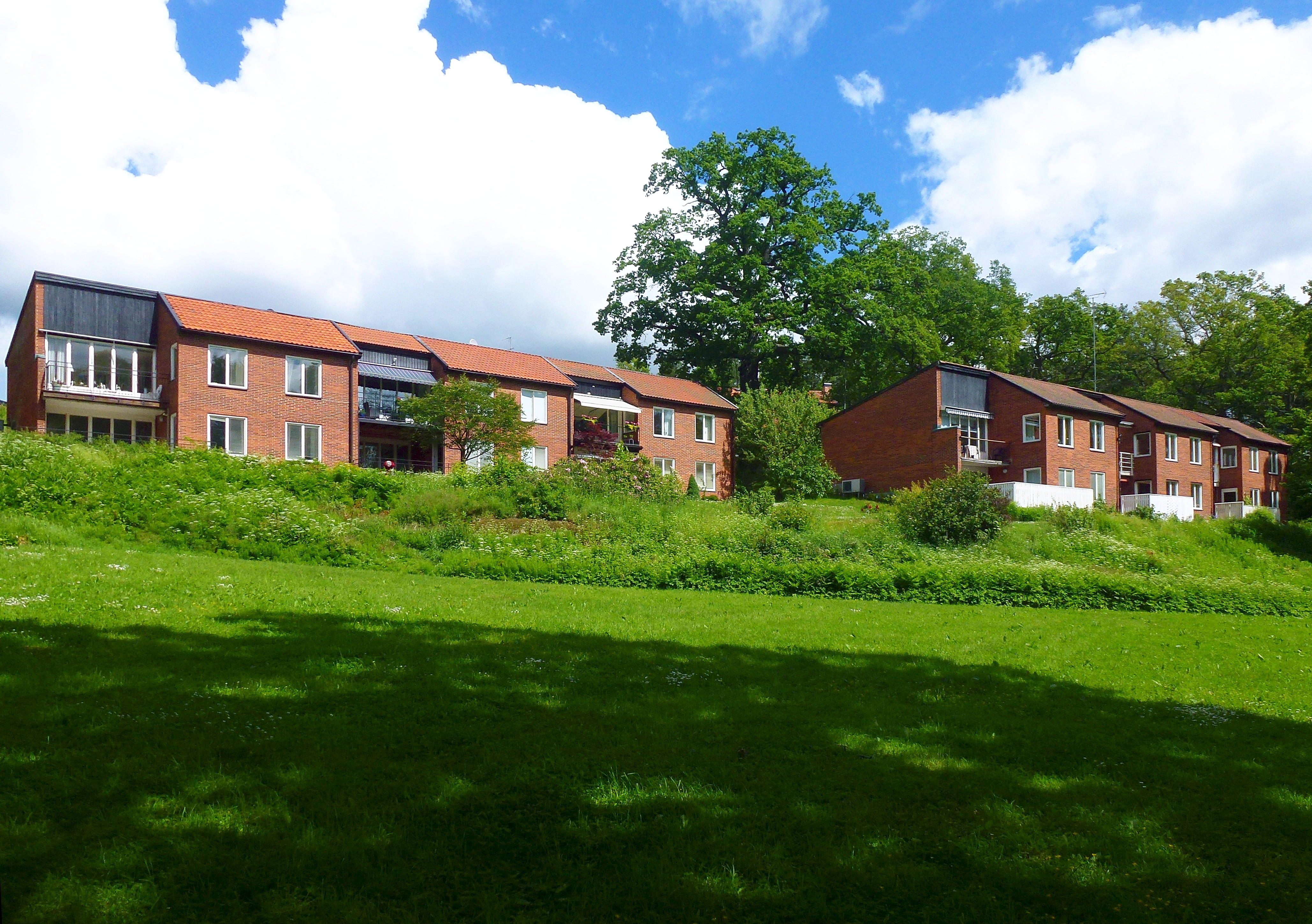
Radhus, arkitekt Axel Kandell
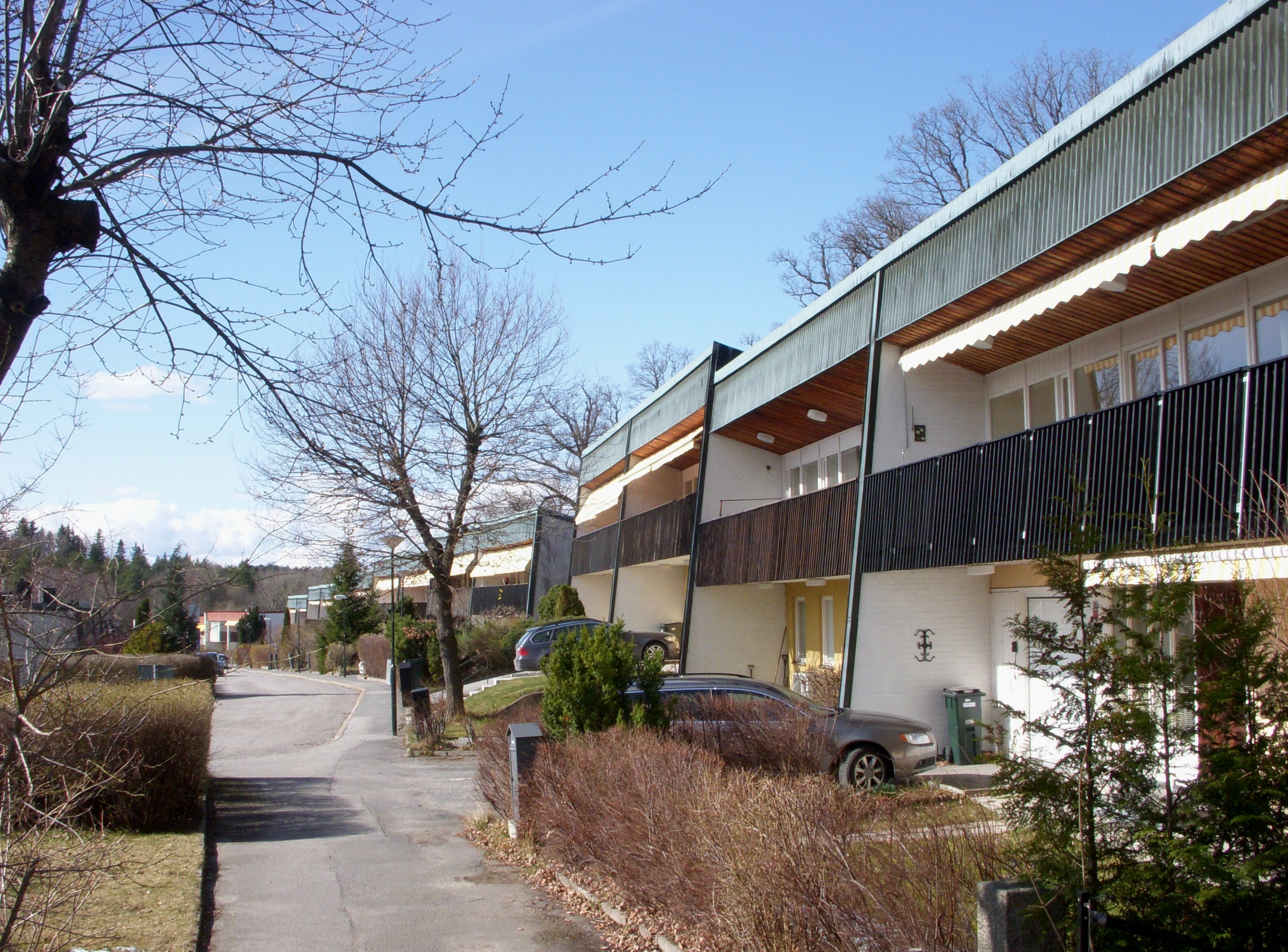
Radhus, arkitekt Immanuel Häusler
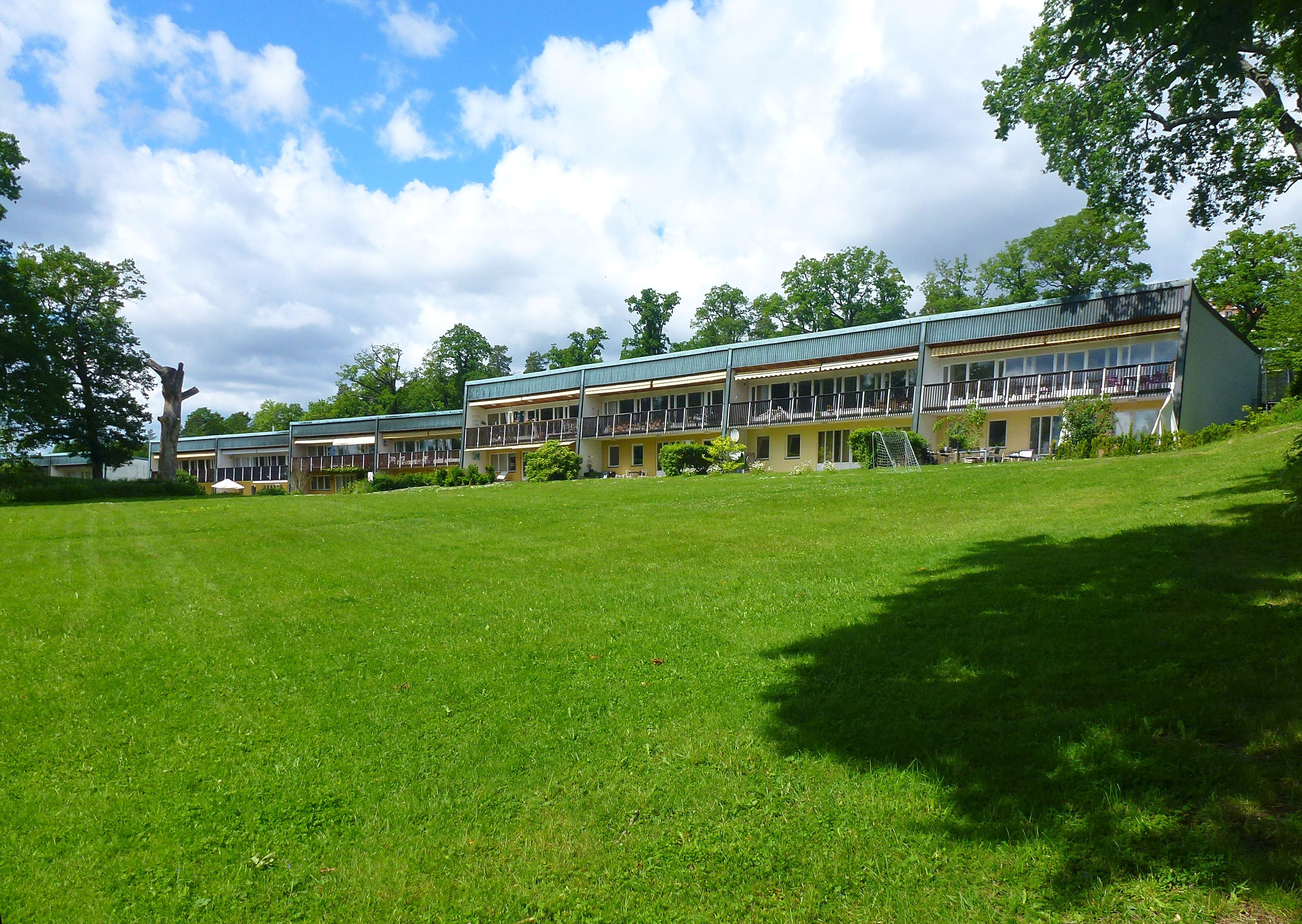
Radhus, arkitekt Immanuel Häusler
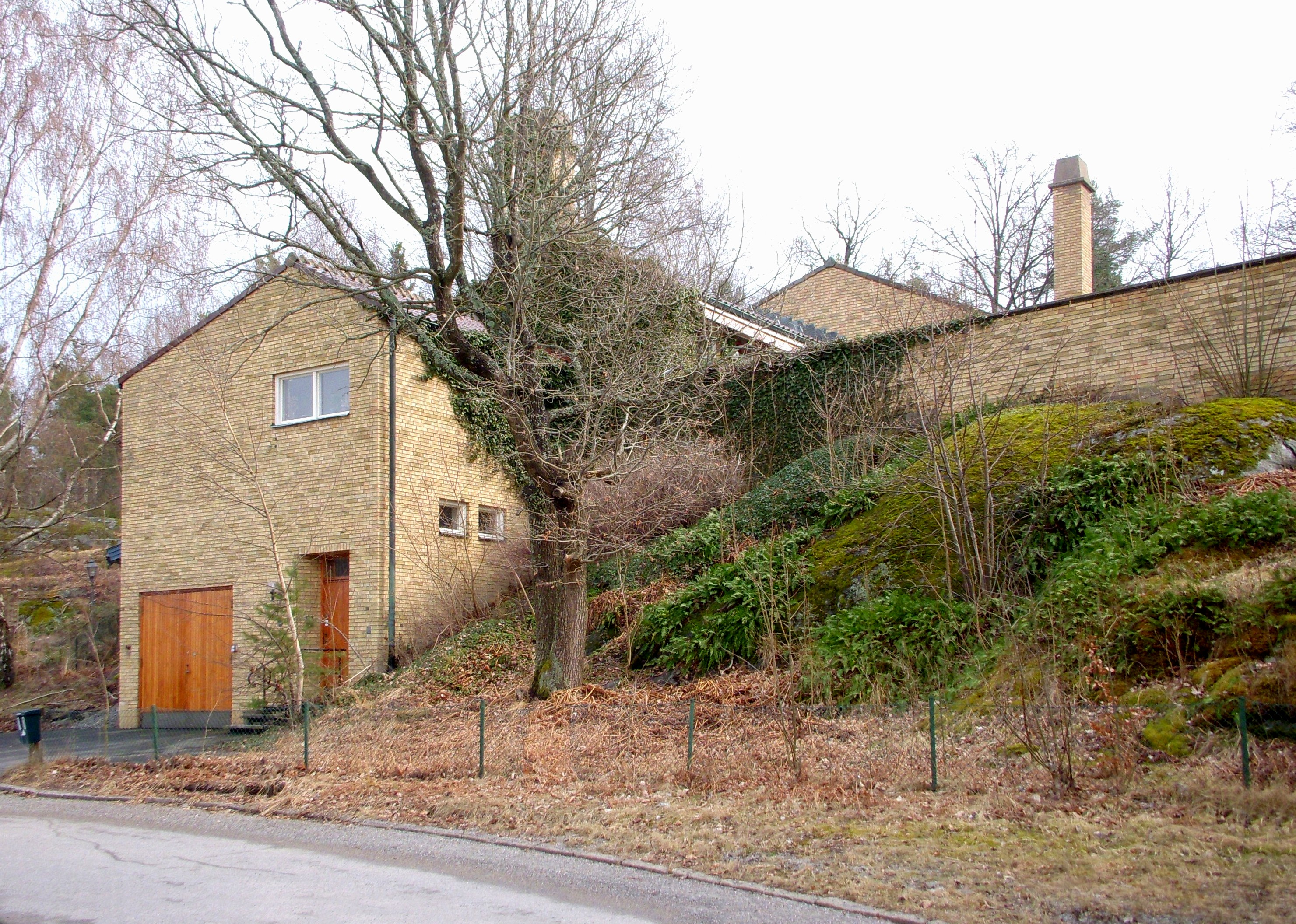
Villa Sundahl arkitekt Eskil Sundahl
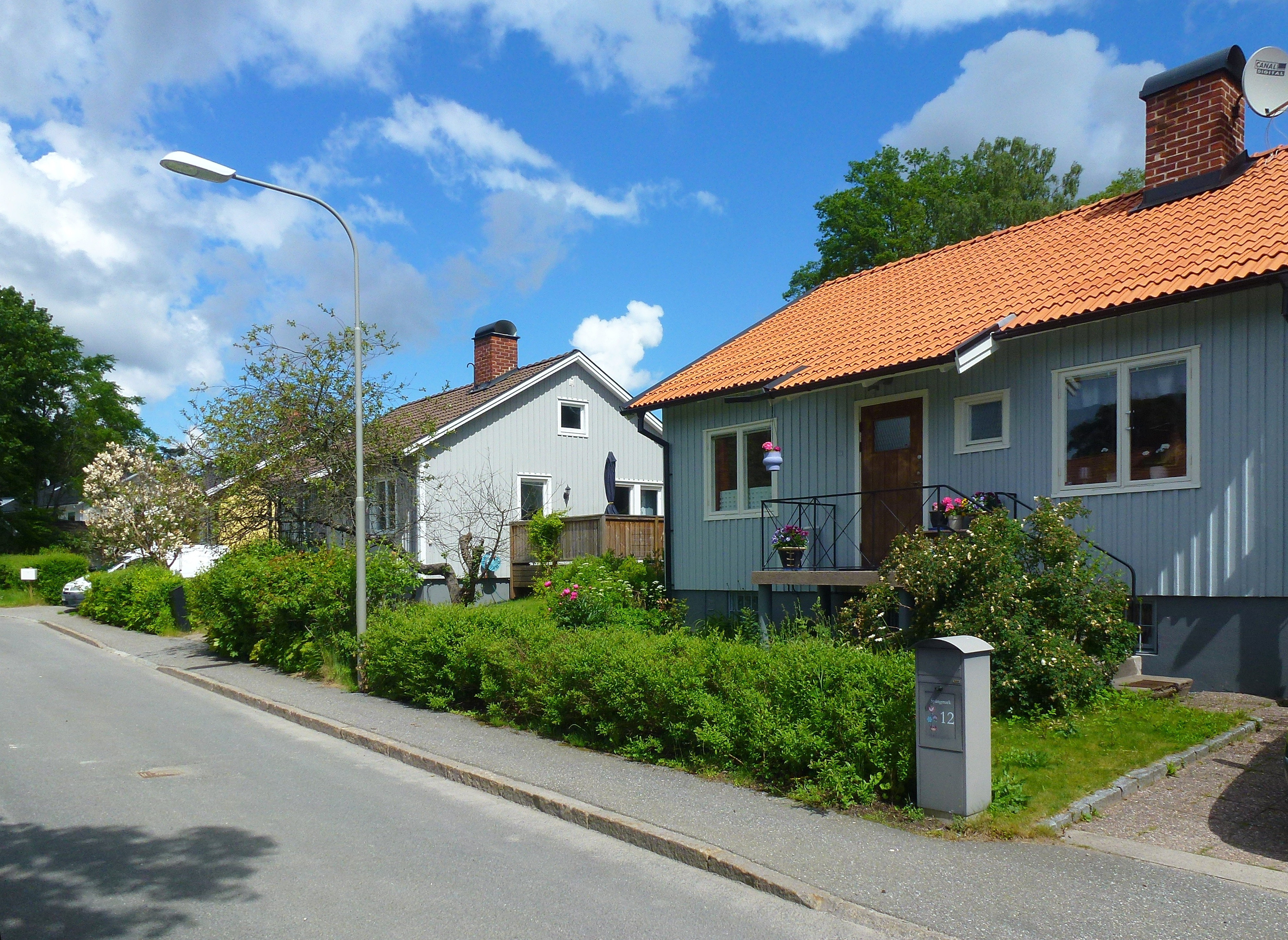
Småhus vid Pirogvägen
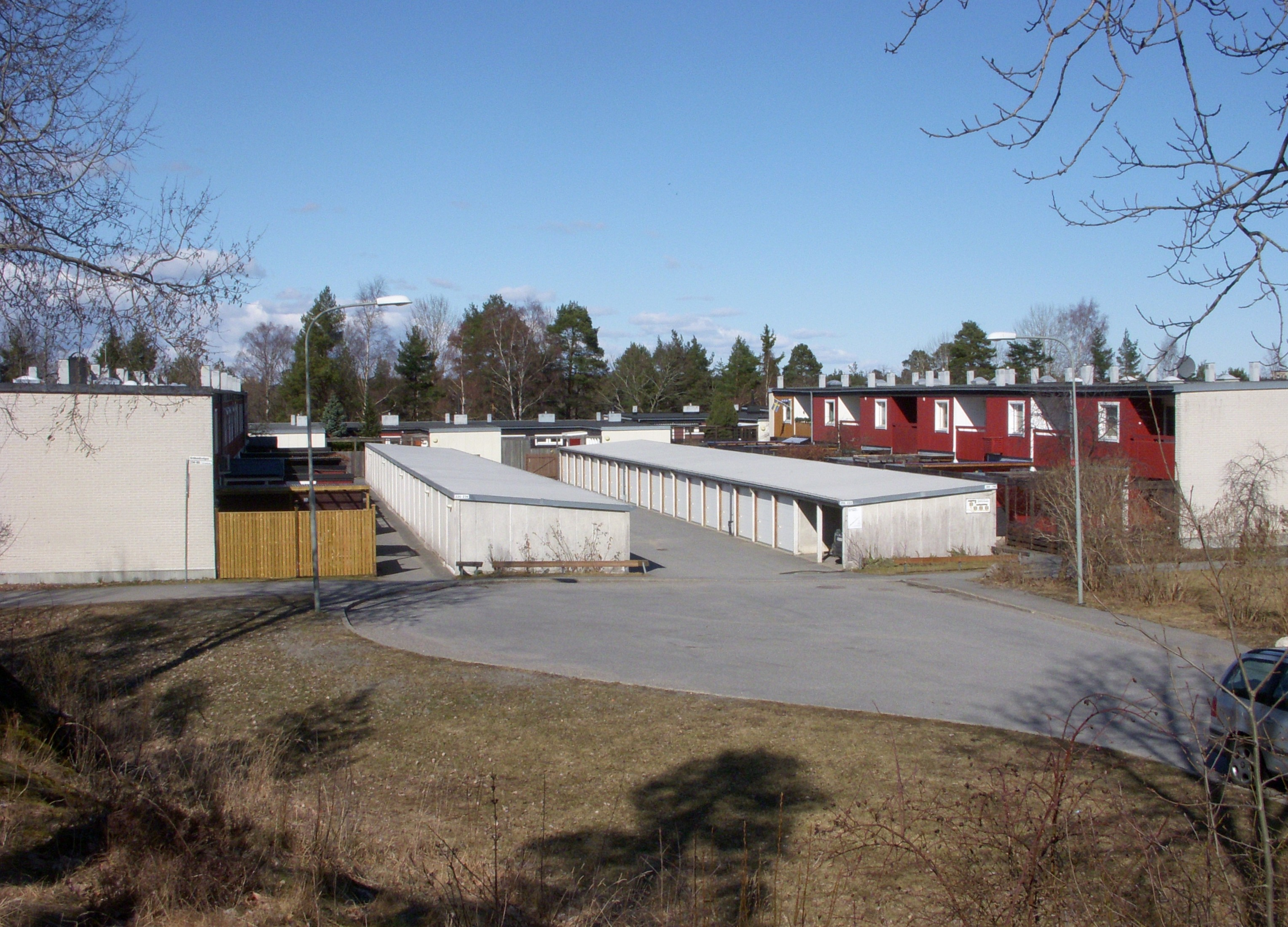
Norra Sköndals radhus, 1968-70

## Intressanta byggnader
- Stora Sköndal, ett före detta säteri med rötter från 1600-talet.
- Lilla Sköndal (även Stora Tallkrogen), ett före detta utvärdshus i nordöstra Gubbängen på gränsen till Sköndal.
- Sköndalsbro, tidigare torp under Stora Sköndal.
- Skönstavik, tidigare torp under Stora Sköndal.
- Eklunds gård med rötter från 1700-talet (riven 1959).
- Stora Sköndals kyrka ritades av Hakon Ahlberg och invigdes 1929.
- Sköndalsskolan byggdes 1953 efter ritningar av arkitekt Cyrillus Johansson.
- Villa Sundahl, arkitekt Eskil Sundahls egen villa från 1955 vid Mazarinvägen 11.
- Terrasshuset, Sköndal ritades av Axel Kandell på 1960-talet.

## Demografi
År 2018 hade stadsdelen 10 094 invånare.

## Webbkällor
- Stockholms stadsmuseum om Sköndal.